# اعتراضات ۲۰۱۶ اتیوپی
اعتراضات ۲۰۱۶ اتیوپی به دنبال فراخوان گروه‌های مخالف در تاریخ ۵ اوت ۲۰۱۶ در اتیوپی آغاز شد. معترضان خواهان اصلاحات سیاسی و اجتماعی از جمله پایان دادن به نقض حقوق بشر، قتل غیرنظامیان، بازداشت‌های دسته‌جمعی و انزوای سیاسی گروه‌های مخالف دولت بودند. متعاقب این اعتراضات، دولت با محدود کردن دسترسی به اینترنت و دستگیری معترضان سعی در کنترل اوضاع نمود. بنا به گزارش رویترز حداقل ۹۰ نفر از معترضان به ضرب گلوله نیروهای نظامی و امنیتی اتیوپی کشته شدند.